# 일본계 오스트레일리아인
일본계 오스트레일리아인 (日系オーストラリア人, Nikkei Ōsutoraria-jin)은 일본인 혈통을 주장하는 오스트레일리아인 시민 및 거주자이다.
일본인들은 1870년대에 처음 도착했다 (1886년까지 시행된 이민 금지에도 불구하고). 19세기 후반과 20세기 초반에 일본 이민자들은 웨스턴오스트레일리아 북서부의 진주 산업에서 중요한 역할을 했다. 1911년까지 일본인 인구는 소규모 그룹이긴 했지만 약 3,500명으로 증가했다. 1941년 태평양 전쟁이 발발하자, 대부분의 오스트레일리아 내 일본인들은 억류되었다가 전쟁이 끝난 후 추방되었다. 전쟁이 끝날 때까지 74명의 일본 시민과 그들의 자녀만이 오스트레일리아에 남는 것이 허용되었다. 1970년대가 되어서야 일본인 인구는 20세기 초 수준으로 회복되었다. 2011년 현재 오스트레일리아의 일본 태생 거주자 35,378명 중 65% 이상이 1990년대 중반 이후에 도착했다.
2013년 말에 실시된 전 세계 설문조사에 따르면, 오스트레일리아는 일본인들이 가장 살고 싶어 하는 나라였다.

## 역사
일본에서 오스트레일리아에 처음 정착한 사람은 1871년에 기록되었다.
일본인들은 1880년대에 제한이 풀리면서 대규모로 이민을 시작했다. 오스트레일리아에서는 1901년 이민 제한법(Immigration Restriction Act 1901)으로 더 많은 일본인의 이민이 일시적으로 중단되었으나, 이후 받아쓰기 시험에 대한 면제가 일본인들에게 적용되어 제한이 완화되었다.

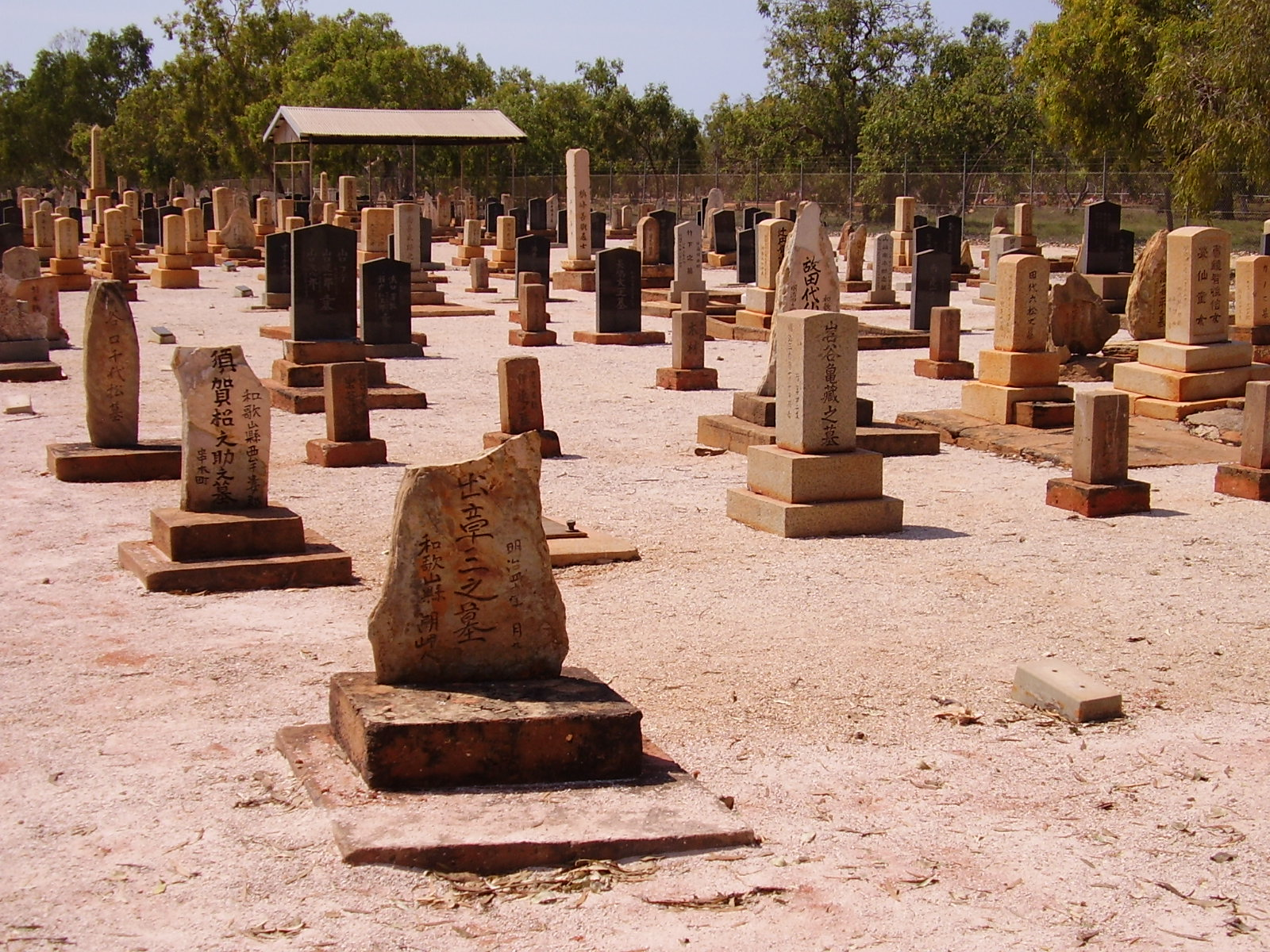
브룸의 일본인 묘지.

19세기 후반부터 20세기 초반까지 오스트레일리아에서는 많은 일본인이 북부 오스트레일리아에서 진주잡이로 일하거나 퀸즐랜드의 사탕수수 산업에서 일했다. 그들은 웨스턴오스트레일리아의 킴벌리 지역의 브룸 마을에서 특히 두드러졌는데, 제2차 세계대전 이전까지 그곳에서 가장 큰 민족 집단이었다. 브룸의 여러 거리에는 일본 이름이 붙어 있고, 이 마을에는 일본 외에서 가장 큰 일본인 묘지 중 하나가 있으며, 크리올어인 브룸 진주잡이선 피진어에는 많은 일본어가 포함되어 있다.
1941년 12월부터 1945년 9월까지 오스트레일리아와 일본은 전쟁 상태였다. 1941년 7월 28일, 오스트레일리아 군사 정보에 따르면 오스트레일리아에는 1139명의 일본인이, 오스트레일리아가 통제하는 지역에는 36명이 거주하고 있었다. 국가 안보를 명목으로, 오스트레일리아에 거주하는 일본인 민간인 1141명(거의 전체 인구)이 제2차 세계대전 동안 최대 6년간 강제 수용되었다. 아시아 태평양 지역의 연합국에서 체포된 3160명의 일본인 민간인도 사용자 부담 원칙에 따라 오스트레일리아에 수용되었는데, 여기에는 600명의 대만인이 포함되었다. 일본 통치하 한국인 중 알 수 없는 수의 한국인이 일본인으로 체포되어 일본 이름을 가지고 있었다. 오스트레일리아에서의 일본인 수용은 정치적이라기보다는 인종적이었으며, 일본인들은 "자신들의 이익을 위해"(즉, 비일본인에 의한 인종차별적 공격을 막기 위해) 고향에서 "피난"되었다. 적대 행위가 중단된 지 몇 달 후, 오스트레일리아 국적을 가지지 않은 모든 일본계 억류자들은 이전 거주지와 관계없이 점령된 일본으로 송환되었고, 모든 대만계는 점령된 대만으로 송환되었다.

## 인구 통계

2011년 인구조사 기준으로 시드니의 우편 지역별 일본 태생 인구 비율.

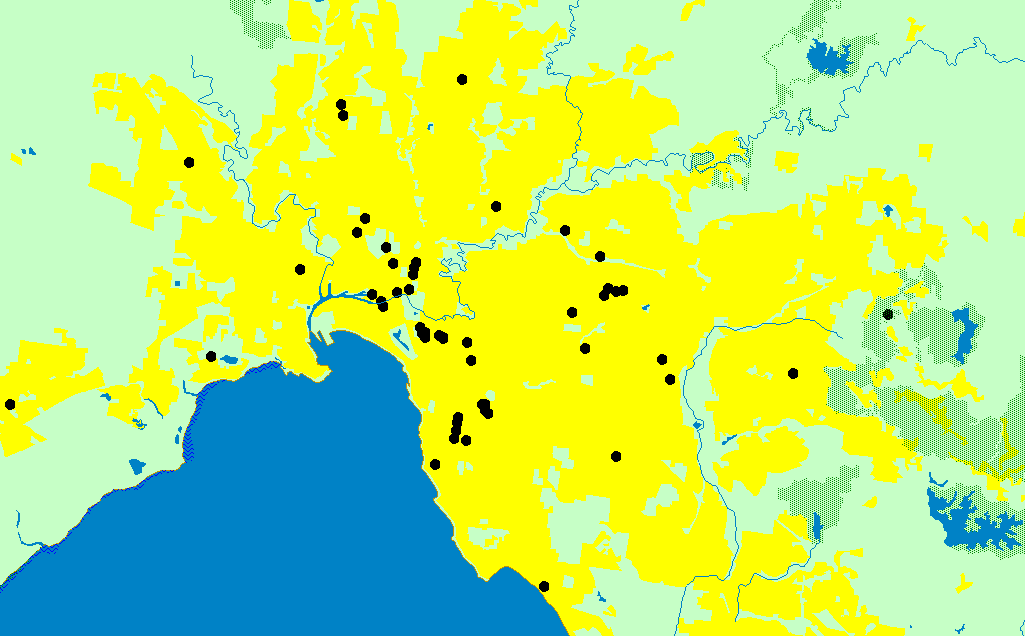
점 하나는 멜버른의 일본 태생 거주자 100명을 나타낸다

2011년 인구조사에 따르면 오스트레일리아에는 일본 태생 거주자가 35,378명이었고, 일본 혈통을 보고한 사람(다른 혈통을 주장한 사람 포함)은 50,761명이었다. 이 중 29,211명은 가정에서 일본어를 사용한다고 보고했다. 뉴사우스웨일스주가 일본 태생 인구가 가장 많았고(12,108명), 이어서 퀸즐랜드주 (10,317명), 빅토리아주 (6,820명), 웨스턴오스트레일리아주 (3,564명) 순이었다.
일본 태생 거주자 중 오스트레일리아 시민권을 취득한 사람은 4,643명에 불과했다. 2011년 오스트레일리아 내 일본 태생 인구 중 여성은 68%(24,146명)를 차지했다.
일본 태생 거주자의 절반 이상이 종교를 가지지 않았으며(69.1%), 불교 (17.8%)와 기독교 (8.7%)가 가장 흔하게 확인된 종교였다.
일본계 오스트레일리아인의 종교 (2021)

## 교육

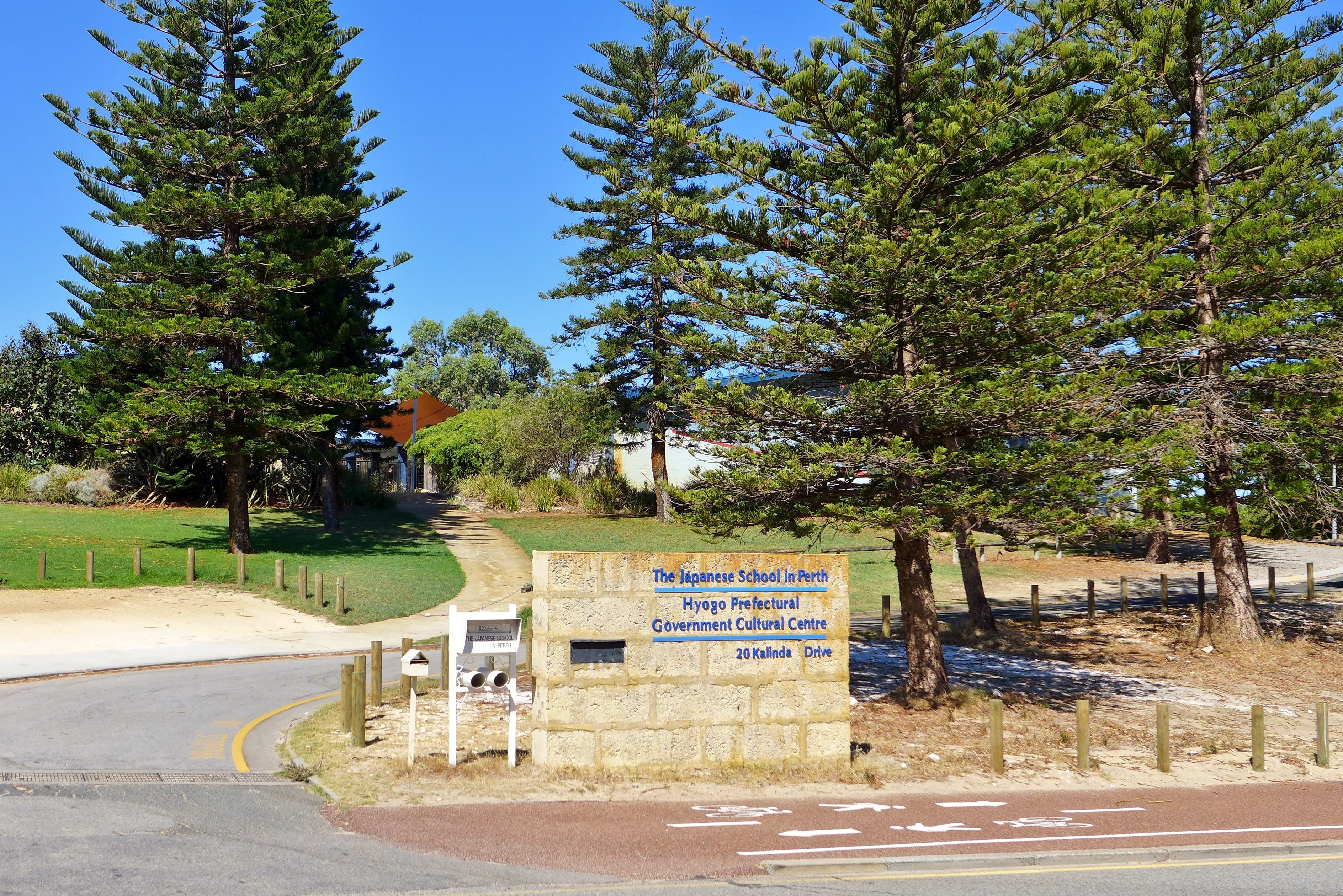
퍼스 일본 학교와 효고현 정부 문화 센터 (兵庫文化交流センター)

오스트레일리아의 일본 국제 주간 학교로는 시드니 일본 국제학교 (SJIS), 멜버른 일본 학교 (JSM), 퍼스 일본 학교 (JSP)가 있다. 또한 주말 보충 프로그램이 브리즈번, 케언스, 캔버라, 멜버른, 퍼스에 일본 문부과학성의 승인을 받아 운영되고 있다.
- 퀸즐랜드 일본어 보충학교[6]
- 애들레이드 일본인 공동체 학교 (ACJS; アデレード日本語補習授業校 Aderēdo Nihongo Hoshū Jugyō Kō)[7]
- 케언스 일본어 교육 센터 주식회사 (ケアンズ日本語補習授業校 Keanzu Nihongo Hoshū Jugyō Kō)[8]
- 캔버라 일본어 보충학교[9]
- 멜버른 국제 일본어 학교
- 퍼스 주말 일본어 학교

## 저명한 인물
| 조이 비징어       | 어리사 트루       | 에이미 하비   |
| 게하마트 시바사키 | 제이슨 데이비드슨 | 미야무라 유코 |
| 링키 히지카타     | 조지아 고드윈     | 쿠츠나 시오리 |

- 새라 애라인: 보컬리스트, 바이올리니스트
- 엠마 안자이: 밴드 식 퍼피스의 베이시스트
- 조이 비징어: 일본 기반 유튜버
- 지미 치: 작곡가, 음악가, 극작가
- 제이슨 데이비드슨: 오스트레일리아 축구 선수
- 앨런 데이비드슨: 전 오스트레일리아 축구 선수
- 알렉스 데이비스: 오스트레일리아 룰스 풋볼 선수
- 조지아 고드윈: 체조 선수
- 타이 하라: 배우, 모델, 진행자
- 에이미 하비: J-pop 그룹 XG의 가수이자 멤버
- 링키 히지카타: 프로 테니스 선수
- 타카야 혼다: 배우, 텔레비전 진행자
- 아키라 이소가와: 패션 디자이너
- 에디 존스: 전 오스트레일리아 럭비 유니온 감독
- 쿠츠나 시오리: 배우, 모델
- 라스트 다이노서즈: 밴드 멤버 숀 캐스키, 라클란 캐스키, 댄 코야마
- 롭 루카스: 사우스오스트레일리아 재무장관 (1997–2002, 2018–2022)
- 조지 "조지" 밀러: 음악가, 인터넷 유명인
- 센 미츠지: 배우
- 미야무라 유코: 성우, 신세기 에반게리온의 소류 아스카 랑그레이 목소리로 가장 잘 알려짐
- 무라카미 야스기치: 발명가
- 미치토 오웬스: 오스트레일리아 룰스 풋볼 선수
- 게하마트 시바사키: 럭비 리그 선수
- 유미 스타인스: 텔레비전 진행자
- 쿠미 타구치: ABC의 언론인, 뉴스 진행자
- 어리사 트루: 스케이트보더
- 우치다 슈: 성우
- 탄도 벨라피: 축구 선수
- 와쿠다 테츠야: 요리사
- 숀 로: 육상 선수
- 야마구치 마사: 배우, 스턴트 연기자
- 야마사키 에리카: 역도 선수
- 니나 오야마: 배우, 코미디언
- 사카키바라 사야: BMX 선수
- 사카키바라 카이: BMX 선수
- 타카하시 카스미: 리듬 체조 선수

## 갤러리

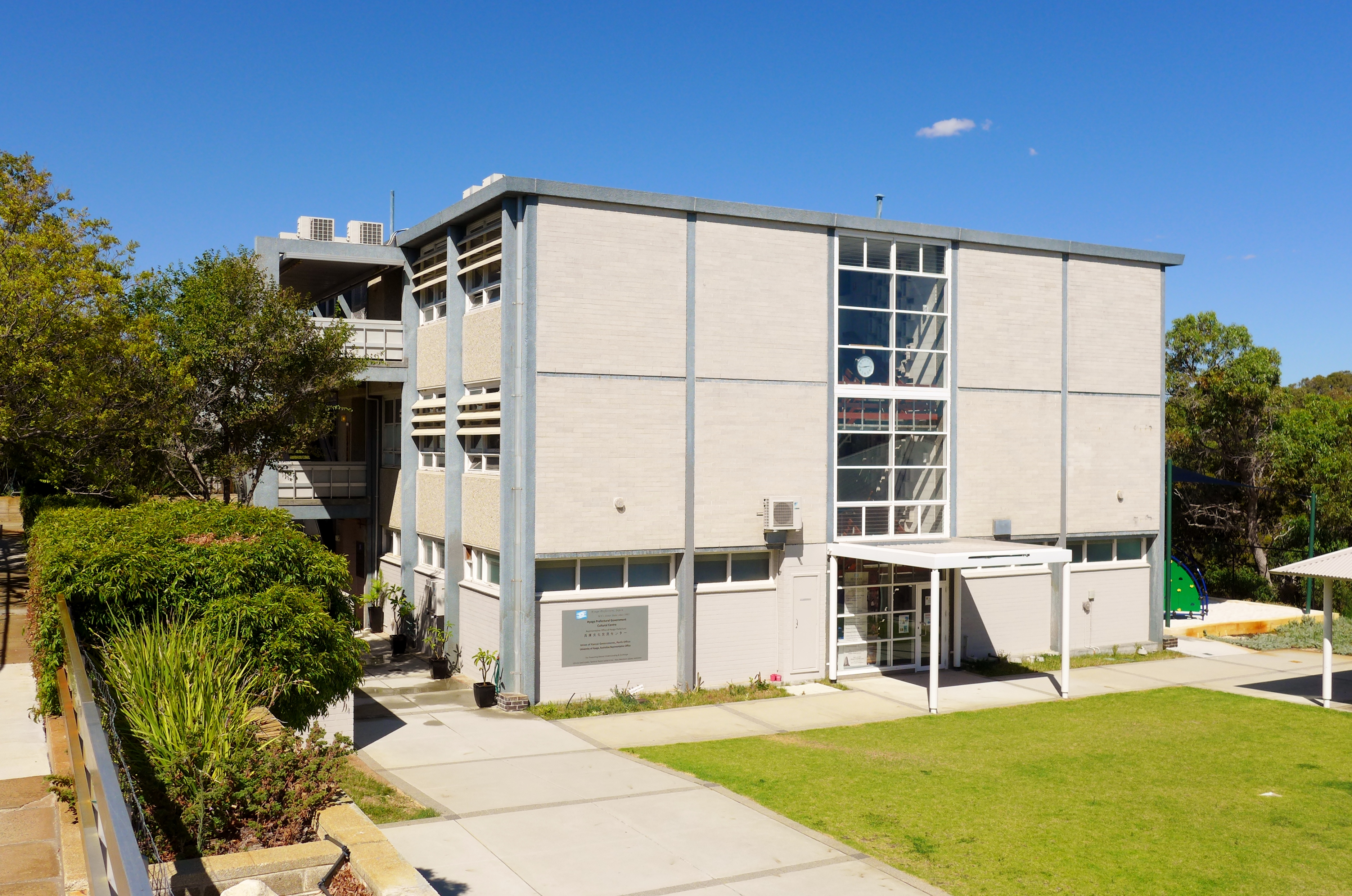
퍼스에 있는 효고현 정부 문화 센터

## 같이 보기
- 아시아계 오스트레일리아인
- 오스트레일리아-일본 관계
- 일본의 오스트레일리아인
- 멜버른의 일본인 공동체
- 니치고 프레스, 오스트레일리아에서 가장 오래된 일본어 신문

## 추가 자료
- Sato, Machiko (2001), 《Farewell to Nippon: Japanese Lifestyle Migrants in Australia》, Japanese society series, Melbourne: Trans Pacific Press, ISBN 978-1-876843-72-4